# Willem Janszoon
Willem Janszoon (ca. 1570-1630) var en hollandsk søfarer og koloniguvernør og den første europæer, som vides at have set den australske kyst. Hans navn forkortes nogle gange til Willem Jansz. (med eller uden punktum). Janszoon gjorde tjeneste i Hollandsk Ostindien 1603-11 og 1612-16 inklusiv en periode som guvernør af Fort Henricus på Solor.

## Tidlige liv
Kun lidt kendes til Willem Janszoons tidlige liv. Han nævnes første gang i tjeneste hos Oude compagnie, en af forgængerne til det Forenede Østindiske kompagni (VOC). Han var styrmand på Hollandia, som var en del af den anden hollandske ekspedition til Indonesien (1598-1600) under ledelse af Jacob Cornelisz. van Neck. Den 5. maj 1601 sejlede han igen til Ostindien som kaptajn på Lam, et af tre skibe under ledelse af Joris van Spilbergen.
Janszoon sejlede fra Holland til Ostindien for tredje gang den 18. December 1603, som kaptajn på Duyfken (eller Duijfken som betyder lille due), et af 12 skibe i en flåde under kommando af Steven van der Hagen. Da de andre skibe forlod Java, blev Janszoon sendt ud for at lede efter nye handelsmuligheder, især i "det store land Ny Guinea og andre øst- og sydlande".

## Opdagelsesrejse
Den 18. november 1605 sejlede Duyfken fra Bantam til vestkysten af Ny Guinea. Janszoon krydsede derefter den østlige del af Arafurahavet, uden at se Torresstrædet, og ind i Carpentariabugten. Den 26. februar 1606 fik han landkending ved Pennefather River på vestkysten af Kap York-halvøen i Queensland nær den nuværende by Weipa. Det er den første registrerede europæiske landkending af det australske kontinent. Janszoon fortsatte og kortlagde omkring 320 km af kystlinjen, som han troede var en sydlig forlængelse af Ny Guinea.
Da han fandt landet sumpet og befolkningen ugæstfri (ti af hans mænd blev dræbt på kystekspeditioner) besluttede Janszoon ved Cape Keerweer syd for Albatross Bay at returnere og han ankom til Bantam i juni 1606. Han kaldte landet, han havde opdaget “Nieu Zeland” efter den hollandske provins Zeeland, men navnet slog aldrig rigtigt igennem og blev senere brugt af Abel Tasman for New Zealand.
Duyfken var faktisk i Torresstrædet i marts 1606 få måneder før Luís Vaez de Torres sejlede gennem det. I 1607 sendte Cornelis Matelieff de Jonge ham til Ambon og Bandaøerne. Janszoon returnerede til Holland i  1611. Han troede at sydkysten af Ny Guinea, hang sammen med den kyststrækning, han havde sejlet langs, og denne fejl blev reproduceret på hollandske kort i mange år. Selv om der er teorier om, at søfarere fra Kina, Frankrig eller Portugal tidligere har opdaget dele af Australien, så er Duyfken det første europæiske skib, som med sikkerhed har gjort det.

### Den anden rejse til Australien
Janszoon rapporterede, at han den 31. juli 1618 gik i land på en ø syd-sydøst for Sundastrædet ved 22° syd, som målte 22 gange 240 mil. Det opfattes normalt som en beskrivelse af halvøen fra Point Cloates til North West Cape på den vestaustralske kyst, som Janszoon antog var en ø uden at sejle hele vejen udenom.

## Politisk liv
Omkring 1617/18 var han tilbage i Holland og blev udnævnt til rådsmand af Indien. Han gjorde tjeneste i den hollandske forsvarsflåde og fik tildelt en guldkæde til en værdi af 1.000 gylden i 1619 for sin del i opbringningen af fire skibe fra Det britiske Ostindiske kompagni nær Tiku på Sumatra, som havde hjulpet javaneserne i deres forsvar af Jakarta mod hollænderne. I 1620 var han med til at forhandle med englænderne. I en fælles flåde sejlede de til Manila for at forhindre kinesiske købmænd i at handle med spanierne. Janszoon blev herefter udnævnt til viceadmiral og året efter til admiral. I sine senere år var Janszoon guvernør i Banda (1623–27). Han vendte tilbage til Batavia i juni 1627, og straks efter tog han på en diplomatisk mission til Indien som admiral for en flåde på 8 skibe. Den 4. december 1628 sejlede han mod Holland og den 16. juli 1629 aflagde han rapport i Haag om situationen i Indien. Han var nu omkring 60 år og villig til at trække sig tilbage fra et hårdt og succesfuldt liv. Der kendes ikke noget til hans sidste dage, men han menes at være død i 1630.

## Vidnesbyrd
Den oprindelige journal og log, som Janszoon lavede under sin rejse i 1606, er gået tabt. Duyfken-kortet, som viser lokationen for den første landkending af Australien, fik en bedre skæbne. Det fandtes stadig i Amsterdam, da Hessel Gerritsz lavede sit kort over Stillehavet i 1622, der som det første medtog en del Australien. Kortet fandtes stadig omkring 1670, da der blev lavet en kopi, som senere kom til det Kejserlige Bibliotek i Wien og forblev glemt der i 200 år. Kortet er en del af Atlas Blaeu Van der Hem, som blev bragt til Wien i 1730 af prins Eugen af Savoyen. Informationen fra hans kort blev medtaget på marmor og kobberkortene på gulvet i det kongelige slot i Amsterdam